# Giuseppe Tartini

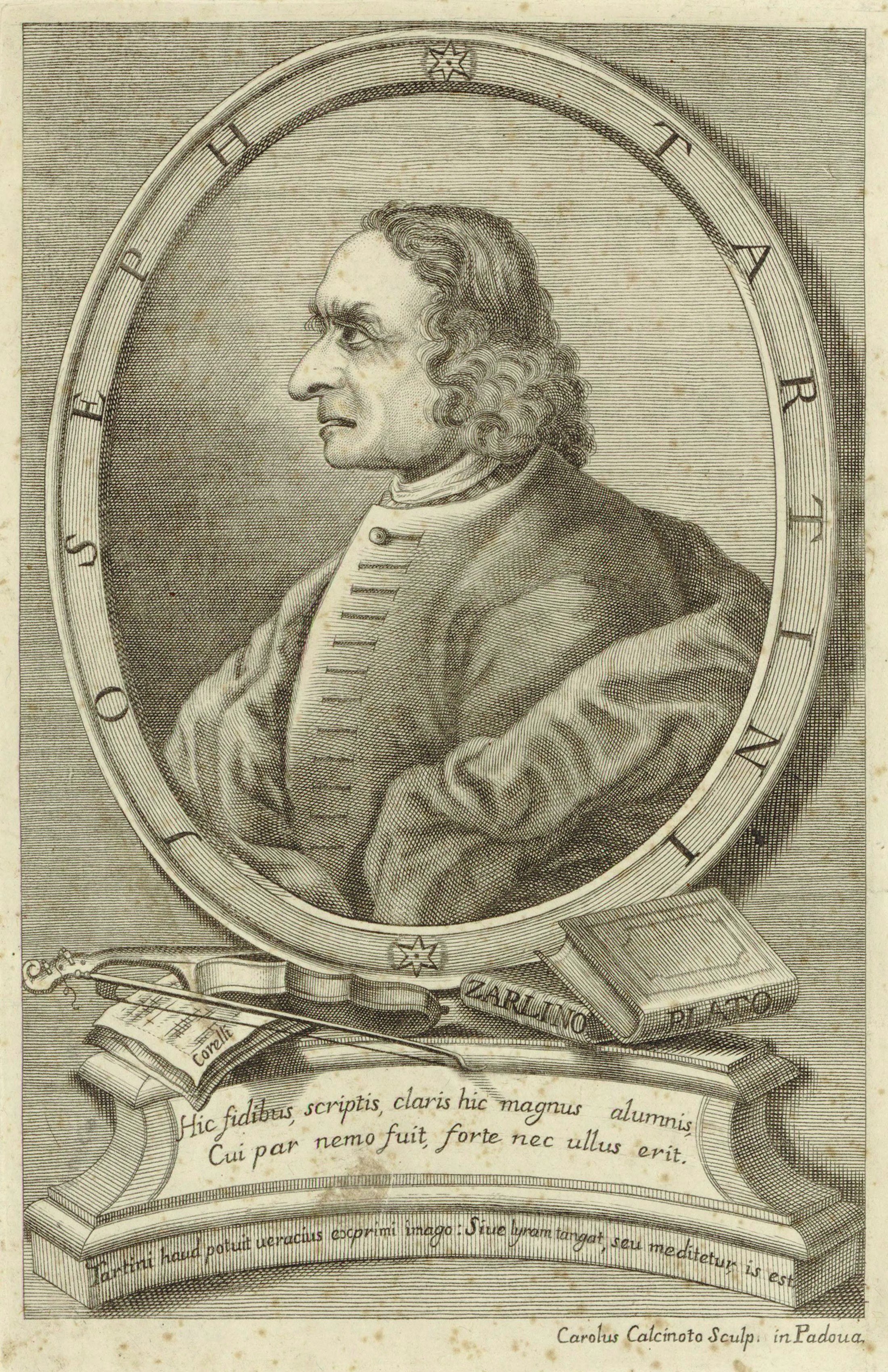
Retrato de Giuseppe Tartini (1761) por Carlo Calcinotto

Giuseppe Tartini (8 de abril de 1692 - 26 de febrero de 1770) fue un músico italiano, violinista, compositor y estudioso de la música de su tiempo (barroco). Fue uno de los mayores virtuosos del violín de su época; sus innovaciones en el estudio del violín solo fueron superadas con la llegada de Niccolò Paganini (1782-1840).

## Biografía
Tartini nació en Pirano, ciudad de la península de Istria, en la entonces República de Venecia, hoy Pirán, Eslovenia. Su madre era eslovena y su padre un veneciano comerciante de sal y administrador de tierras en la costa de Istria. A Tartini, segundo de cuatro hermanos, su padre le destinó a la vida eclesiástica. Fue el mejor alumno de la Escuela de San Felipe Neri de Pirano. Con doce años, en 1704, ingresó en el Colegio de los Padres de las Escuelas Pías de Capodistria (hoy Koper), donde recibiría una formación musical básica; allí empezó su amistad con Antonio Vandini, que duraría toda la vida.
Estudió leyes en la Universidad de Padua. Los estudios le resultaron ser tan fáciles que dispuso de mucho tiempo libre para dedicarse a su pasión, la esgrima. Se batió en muchos duelos. Estaba muy interesado en perfeccionar el arte de la esgrima, hasta el punto de tener intención de marchar a París para convertirse en maestro de armas, si no fuera porque conoció a Elisabetta Premazore. La relación no fue aprobada por el padre de Tartini porque ella era de clase social baja y había una diferencia de edad. Solo cuando éste falleció, se casó en secreto el 27 de julio de 1710, en la iglesia del Carmine. Desafortunadamente, Elisabetta era la protegida del poderoso Cardenal Cornaro, quien acusó a Tartini de secuestro. Este, viéndose en peligro de ser procesado, huyó a Roma disfrazado de peregrino. Vagó de un lugar a otro hasta que encontró refugio en el Convento de San Francisco, en Asís, protegido por su pariente el fraile Giovanni Battista Torre, quien le escondió por dos años y le animó a mejorar sus conocimientos de violín, olvidado desde sus días de escuela. El maestro organista del convento, el célebre Bohuslav Matěj Černohorský, le dio lecciones de música. Además, esos años de tranquilidad le cambiaron el carácter, superficial y pendenciero, a afable y modesto. Su retiro habría durado más si no hubiera sido reconocido cuando tocaba en el coro de la iglesia. Supo entonces que el cardenal le había perdonado y que le buscaba para que se reuniera con Elisabetta, quien había quedado recluida en un convento de Padua.
En 1714 se dirige a la ciudad de Ancona para trabajar de violinista en el teatro local. Las enseñanzas del músico Giulio Terni le vinieron muy bien para perfeccionar su técnica. Tartini descubrió lo que se llamó el fenómeno del tercer sonido (los toni risultanti o bien, los toni di Tartini): al hacer sentir las notas superiores conseguía la resonancia de la tercera parte de la nota del acorde. Retorna a Padua en 1716 donde conoció y se hizo amigo del compositor y teórico Francesco Antonio Vallotti. Tartini fue el primer propietario conocido de un violín fabricado por Antonio Stradivari en 1715. Este violín lo heredó su discípulo Signor Salvini, que a su vez lo dejó a Karol Lipinski, de quien deriva el llamado Stradivarius Lipinski.
En 1716, en un concierto en honor del príncipe elector de Sajonia (el que sería rey Augusto III de Polonia), tuvo la oportunidad de escuchar a Francesco Maria Veracini en el Palazzo Mocegino de Venecia. El arte de Verracini impresionó a Tartini pero también descubría su propia inferioridad técnica. Tartini quedó muy decepcionado consigo mismo, hasta el punto de marchar a Ancona y aislarse para practicar sobre todo la técnica del arco. Los años 1717 y 1718 se dedica a tocar en la región de las Marcas (le Marche) de los Estados Pontificios, donde parece que fue primer violín en la orquesta del teatro de la Fortuna de Fano. Tartini mejoró muchísimo. En 1721 es nombrado maestro de capilla en Il Santo, en Padua, con un contrato que le permitía dar conciertos para otros. 
En 1723 viajó a Praga con su amigo Antonio Vandini para participar en las celebraciones musicales de la coronación de Carlos II como Rey de Bohemia. En Praga Tartini y Vandini conocieron, entre otros, al compositor y teórico de la música Johann Joseph Fux, al violonchelista Antonio Caldara y al laudista Sylvius Leopold Weiss. Al término de las fiestas, Tartini y Vandini optaron por quedarse en Praga y prestar sus servicio a la familia del Conde Kinsky y también del príncipe Lobkowitz. 
En 1726, debido a los problemas de salud de Tartini por el clima de Praga, vuelven ambos a Italia. Tartini se establece definitivamente en Padua, donde continua su trabajo de músico en la basílica de San Antonio. Su contrato le permitió ofrecer conciertos fuera de Padua; así tocó en Parma (1728), Bolonia (1730), Camerino (1735), Roma (puede que en 1737), Ferrara (1739), Verona y con frecuencia en la cercana Venecia. Su afán por la enseñanza le movió a crear en 1728 la "Scuola delle Nazioni" (Escuela de las Naciones), escuela de violín que atrajo a estudiantes de Italia, Francia, la Alemania Imperial, Inglaterra y otros países de la Europa del XVIII. Algunos de ellos llegaron a ser grandes violinistas: Pasquale Bini, Domenico Ferrari, Pietro Nardini, Domenico Dall'Oglio, Joseph Touchemoulin, Pierre la Houssaye, Carminati, Magdalena Lombardini, Antonio Capuzzi y Francesco Salieri, que dio clases de violín a su hermano menor, el futuro compositor Antonio Salieri. 
Cada vez más se fue interesando por la teoría de la armonía y la acústica, tal que desde 1750 hasta el final de su vida publicó varios tratados teóricos, entre los que destaca el Tratado de música según la verdadera ciencia de la armonía, hecho en 1754. Estuvo de maestro en la Capilla Antoniana hasta 1765, cuando le sustituyó su alumno Giulio Meneghini, pero continuó de profesor hasta 1767. 
Giuseppe Tartini falleció en Padua, el 26 de febrero de 1770, a los 77 años, a consecuencia de la gangrena que padecía en una pierna, dos años después de fallecida su mujer Elisabetta. Los restos de ambos quedaron en la Iglesia de Santa Catalina. El abad Fanzago se encargó del panegírico y Meneghini de la celebración del funeral.
Compuso alrededor de 150 conciertos y 100 sonatas para violín, de las cuales sus obras más conocidas son "El Trino del Diablo" y "Concertino para clarinete y piano". Se considera que descubrió el fenómeno acústico de la combinación tonal al observar que, cuando se producen simultáneamente dos notas y se mantienen durante un tiempo, se percibe una tercera nota. Este fenómeno se denomina sonido diferencial o sonido de Tartini. Además desarrolló una nueva técnica de manejo del arco, todavía vigente, e introdujo mejoras en las cuerdas.

## El Trino del Diablo y supuesto encuentro
La Sonata para violín en sol menor, más conocida como “El Trino del Diablo” o “La Sonata del Diablo”, es una obra para violín solo (con acompañamiento de bajo continuo) encontrada como uno de los trabajos brillantes de Tartini, famoso por ser muy exigente técnicamente, aún hoy en día. Tartini la compuso a raíz de un supuesto encuentro con el Diablo, como le contó al astrónomo francés Jérôme Lalande, donde Lalande deja registro en su libro Voyage d'un François en Italie, según el escrito Tartini dijo:

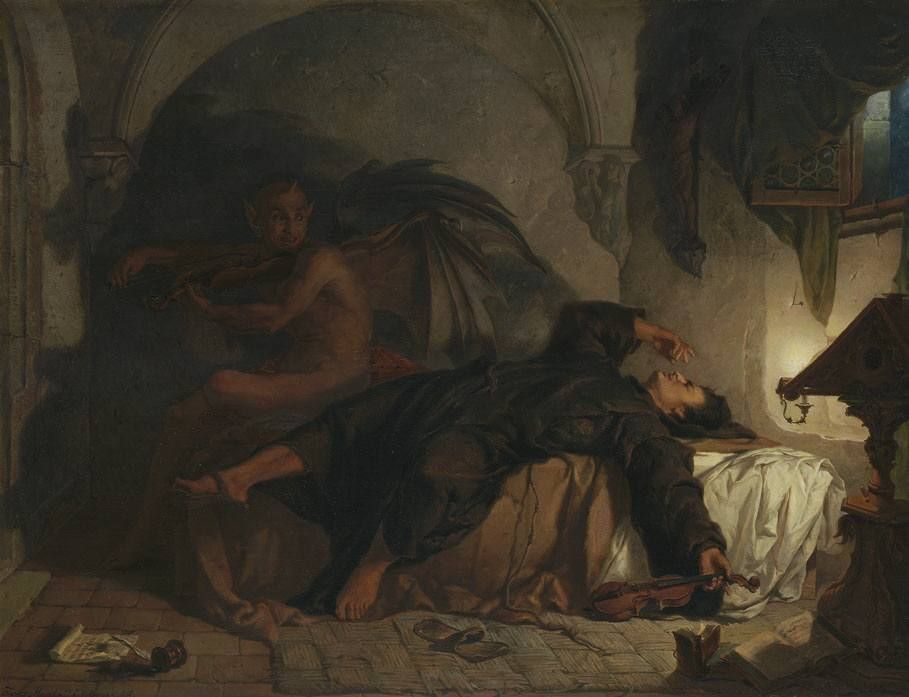
«El sueño de Tartini» (1868) por James Marshall

“Una noche, en 1713, soñé que había hecho un pacto con el Diablo y estaba a mis órdenes. Todo me salía maravillosamente bien, todos mis deseos eran anticipados y satisfechos con creces por mi nuevo sirviente. Ocurrió que, en un momento dado, le di mi violín y lo desafié a que tocara para mí alguna pieza romántica. Mi asombro fue enorme cuando lo escuché tocar, con gran bravura e inteligencia, una sonata tan singular y romántica como nunca antes había oído. Tal fue mi maravilla, éxtasis y deleite que quedé pasmado y una violenta emoción me despertó. Inmediatamente tomé mi violín deseando recordar al menos una parte de lo que recién había escuchado, pero fue en vano. La sonata que compuse entonces es, por lejos, la mejor que jamás he escrito y aún la llamo “La sonata del Diablo”, pero resultó tan inferior a lo que había oído en el sueño que me hubiera gustado romper mi violín en pedazos y abandonar la música para siempre….”
Esta es la mejor pieza a nivel obra y sonata compuesta por Tartini, tanto para los críticos como para los teóricos musicales. En música se llama trino a la alternancia rápida de dos notas separadas por el intervalo de un tono (de una segunda mayor) o un semitono (una segunda menor).

## Obras
La lista de composiciones de Tartini incluye cerca de 125 conciertos para violín, algunos conciertos para otros instrumentos, numerosas sonatas en trío, más de 175 sonatas para violín, así como cuartetos, tríos y varias sinfonías. Además escribió algunas obras vocales religiosas. En sus últimas creaciones la expresividad melódica se impuso finalmente sobre el virtuosismo puramente técnico de sus primeras partituras.

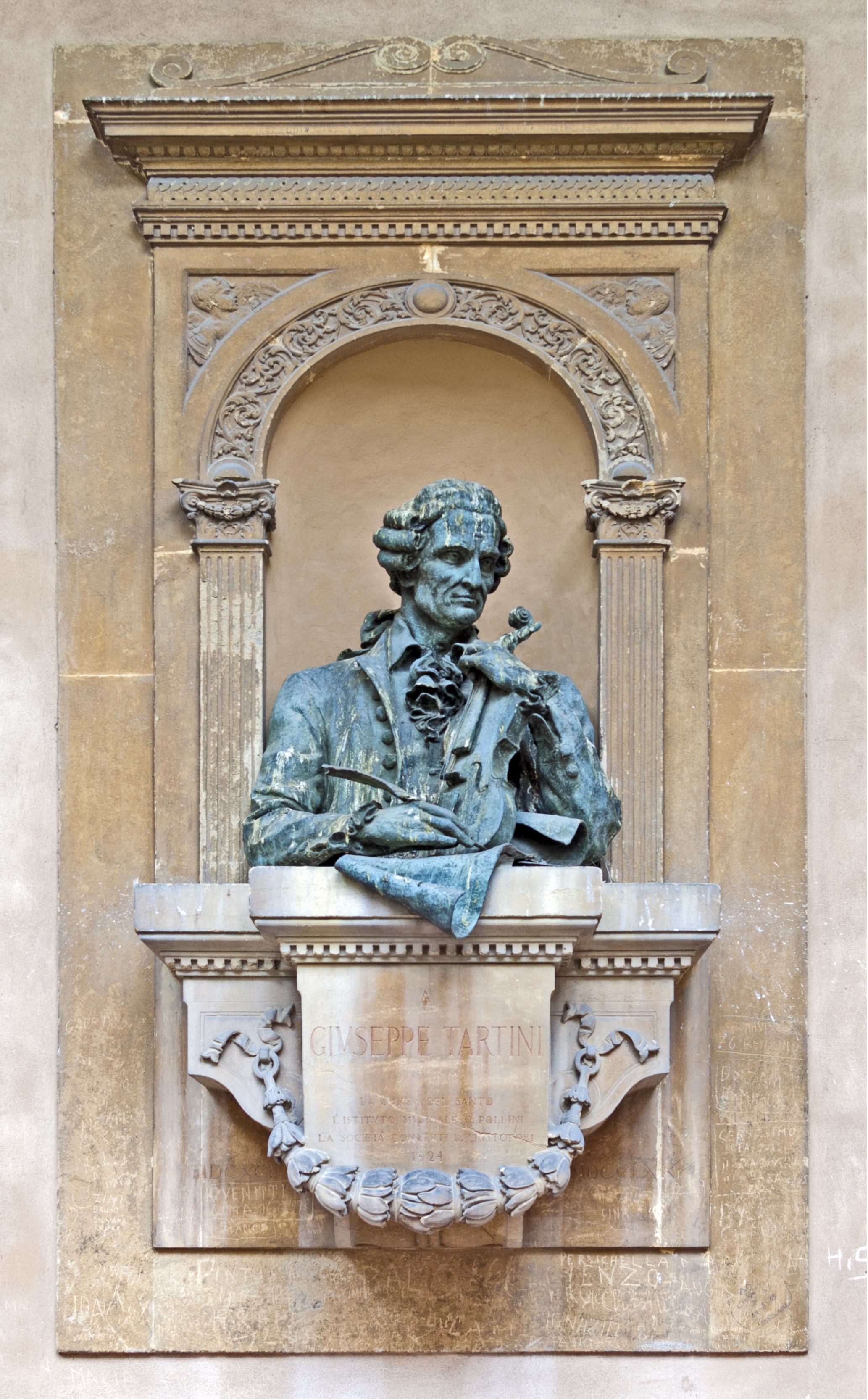
Busto monumental de Tartini en la Basílica Santa Justina de Padua, Italia.

### Obras principales
- “Trino del Diablo”, 1765
- “Variaciones sobre un tema de Corelli”
- "Concierto para trompeta en Re mayor"
- Concierto para violín, cuerdas y bajo continuo, en La mayor D.96, que consta de:
  - 1. Mov. Allegro
  - 2. Mov. Adagio
  - 3. Mov. Presto
  - 4. Mov. Largo andante
- Concierto para Viola de Gamba o violonchelo, cuerdas y bajo continuo en La mayor
- Concierto Bucólico para violín, cuerdas y bajo continuo en Re mayor
- Sonata para violín & continuo en Sol menor, "Didone abbandonata"
- Concierto “A Sua Eccelenza Lunardo Venier” para violín, cuerdas y bajo continuo, en La menor (D 115)
- "Concierto para flauta travesera en sol mayor"
- "Sinfonía Pastoral en Re mayor"
- Sonata violín no. 17 Andante cantabile
- Sonata para violín y bajo continuo n.º 17. Allegro
- Concerto para chelo en Re mayor, 3.er Mov. – Grave (Siendo parte musical de la serie de TV: "Love was one day late")